# Daley Thompson
Francis Morgan Ayodélé "Daley" Thompson, född 30 juli 1958 i London i Storbritannien, är en brittisk före detta friidrottare. 
Han tog två OS-guld, ett VM-guld, två EM-guld och satte fyra världsrekord i tiokamp. Han var obesegrad mellan 1979 och 1987.
Thompson och bittre konkurrenten Jürgen Hingsen turades om att inneha världsrekordet, även om Thompson vann när de möttes. Hans personbästa och världsrekord från 1984 på 8798 poäng var en tangering av Hingsens dåvarande rekord men enligt senare, omräknade tabeller en förbättring. Den världsrekordnoteringen kom att stå sig i åtta års tid, fram till 1992.

## Utmärkelser
- BBC Sports Personality of the Year Award,  1982[3]
- Kommendör av 2 klass av Brittiska imperieorden

[Redigera Wikidata]